# Кондратьєва Любов Кіндратівна
Любов Кіндратівна Кондратьєва (нар. 21 серпня 1939, село Березань, тепер місто Баришівського району Київської області) — українська радянська діячка, ткаля Дарницького шовкового комбінату, Герой Соціалістичної Праці (12.05.1977). Депутат Верховної Ради УРСР 10—11-го скликань.

## Біографія
Народилася в селянській родині. Батько, Павленко Кіндрат Тимофійович, брав участь у Другій світовій війні і в 1942 році загинув у полоні. Мати, Варвара Прокопівна, залишилась з трьома маленькими доньками: Лідією, Анною та Любов'ю.
Освіта середня спеціальна.
З 1958 року — ткаля Дарницького шовкового комбінату імені 60-річчя Великої Жовтневої соціалістичної революції у місті Києві. Досягла значних успіхів у виконанні й перевиконанні виробничих планів та зобов'язань. Ініціатор руху за розширення зони обслуговування верстатів, впровадження передових методів праці. Наставник молоді. Обиралася членом Центрального комітету профспілки робітників текстильної і легкої промисловості СРСР.
Член КПРС з 1977 року.
Потім — на пенсії в місті Києві.

## Нагороди
- Герой Соціалістичної Праці (12.05.1977)
- два ордени Леніна (20.02.1974, 12.05.1977)
- медаль «За трудову відзнаку» (5.04.1971)
- медалі
- лауреат Державної премії СРСР (1976)